# 가나가와현 제8구
가나가와현 제8구(일본어: 神奈川県第8区)는 일본의 중의원 선거구이다. 1994년 일본 공직선거법 개정으로 신설되었다.

## 지역
- 요코하마시
  - 미도리구
  - 아오바구
  - 쓰즈키구 (에다 지구)
    - 히가시 마치, 에다 히가시 1-4가, 에다 미나미 마치, 에다 미나미 1-5가, 다이마루

2002년 공직선거법 개정으로 미도리 구가 제7구에서 제8구로, 가와사키시 미야마에구가 제7구에서 제18구로 이행. 또한 2017년 구역 변경으로 쓰즈키구 에다 지구가 제7구에서 제8구로 이행.

## 역대 국회의원
| 선거          | 선거          | 의원            | 정당      |
| ------------- | ------------- | --------------- | --------- |
|               | 1996년 제41회 | 나카다 히로시   | 신진당    |
|               | 2000년 제42회 | 나카다 히로시   | 무소속    |
| 2002년 보궐   | 에다 겐지     |                 | 무소속    |
|               | 2003년 제43회 | 이와쿠니 데슨도 | 민주당    |
|               | 2005년 제44회 | 에다 겐지       | 무소속    |
|               | 2009년 제45회 | 에다 겐지       | 모두의 당 |
| 2012년 제46회 |               | 에다 겐지       | 모두의 당 |
|               | 2014년 제47회 | 에다 겐지       | 유신당    |
|               | 2017년 제48회 | 에다 겐지       | 무소속    |